# Åke Muwanga
Diamond Muwanga, folkbokförd Diamond Onesimo-Åke Muwanga, född 18 juli 1981 i Växjö, är en svensk tidigare handbollsspelare (niometersspelare). Han var med och tog två SM-guld med Redbergslids IK. Han representerade Sverige i både Ungdom- och U21-landslaget. 
Efter handbollskarriären utbildade Diamond Muwanga sig till civilekonom vid Handelshögskolan i Göteborg.

## Karriär
Muwanga tillhörde Växjö HF:s framgångsrika kull med födelseåret 1981, tillsammans med exempelvis Jonas Källman, och spelade i klubben till 2000. År 2000 värvades Muwanga till Göteborgsklubben Redbergslids IK. Där blev han svensk mästare vid två tillfällen, 2001 och 2003. Med Redbergslids IK spelade Muwanga i Champions League och var i final i Cupvinnarcupen 2003. Muwanga har representerat  Sverige i både junior och U-landslag. Utöver Redbergslids IK har Muwanga spelat i  Hammarby IF och IK Heim. Muwanga har även varit tränare för BK Heids A-lag i allsvenskan.

## Klubbar
- Växjö HF (–2000)
- Redbergslids IK (2000–2003)
- Hammarby IF (2003–2004)[3][4]
- Redbergslids IK (2005–2006)[5]
- IK Heim (2006–2007)[6]
- Redbergslids IK (2008–2010)

## Meriter
- Två SM-guld (2001 och 2003) med Redbergslids IK
- Silver i Cupvinnarcupen 2003 med Redbergslids IK[7]
- JSM-guld 2000 med Växjö HF
- Junior och U-landslag, totalt 15 U-landskamper och 25 mål